# Proizd
Proizd je otočić u Jadranskom moru, na hrvatskom dijelu Jadrana. Nalazi se zapadno od otoka Korčule, točnije, sjeverno na ulazu u velolušku uvalu i katastarski pripada općini Vela Luka.
Njegova površina iznosi 0,632042 km². Dužina obalne crte iznosi 4908 m, a iz mora se uzdiže 23 m.